# Municipio de Greene (condado de Pike)
El municipio de Greene (en inglés: Greene Township) es un municipio ubicado en el condado de Pike en el estado estadounidense de Pensilvania. 

## Geografía
El municipio de Greene se encuentra ubicado en las coordenadas 41°14′59″N 75°19′59″O / 41.24972, -75.33306.

## Demografía
En el año 2000 tenía una población de 3.149 habitantes y una densidad poblacional de 20 personas por km².Según la Oficina del Censo en 2000 los ingresos medios por hogar en la localidad eran de $33,962 y los ingresos medios por familia eran $41,571. Los hombres tenían unos ingresos medios de $39,417 frente a los $22,931 para las mujeres. La renta per cápita para la localidad era de $20,253. Alrededor del 8,7% de la población estaban por debajo del umbral de pobreza.
Para el censo de 2020, contaba con 3452 residentes, de los cuales eran 3109 blancos, 13 amerindios, 27 asiáticos, 37 afroamericanos, 221 hispanos o latinos, 1 isleño del Pacífico, 55 de otra raza y 210 de dos o más razas.